# Cándido Avilés Isunza
Cándido Avilés Isunza (Mocorito, Sinaloa, 15 de abril de 1881 - Ciudad de México - 1980) fue un militar y político mexicano que participó en la Revolución mexicana.

## Biografía
Estudió hasta el tercer año de preparatoria en el Colegio Civil Rosales. Participó en la lucha armada maderista en la región sinaloense de Angostura, y fue nombrado jefe por elección del mismo del mismo grupo. En mayo de 1911 atacó la plaza de Culiacán, defendida por el general porfirista Higinio Aguilar. En 1912 fue prefecto en los distritos de Mocorito y Mazatlán, y diputado al Congreso Local. A la llegada de Victoriano Huerta al poder sufrió la prisión por ser incondicional del gobernador maderista. Cándido Áviles, el gobernador y otros funcionarios públicos fueron enviados a Manzanillo entre marzo y abril de 1913; y de ahí a la Ciudad de México, al cuartel de San Pedro y de San Pablo, de donde se lograron fugar para unirse al movimiento constitucionalista, del que fue agente comercial en Nogales, Sonora. En agosto de 1914, intervino como militar en la Toma de Mazatlán, defendida por tropas huertistas; después de la Batalla, fue nombrado tesorero de la Aduana de ese puerto. Fue Diputado por Sinaloa al Congreso Constituyente de 1917; en el que destacó en la discusión de los artículos 56 y 155. Fue recaudador de rentas y subtesorero en su estado hasta 1937; además, ocupó el cargo de administrador del penal de las Islas Marías en 1933. Radicó sus últimos años en la Ciudad de México.